# Vitamin C
Colleen Ann Fitzpatrick (Old Bridge, Nueva Jersey, 20 de julio de 1972) conocida por su nombre artístico Vitamin C es una cantante de música pop, compositora, bailarina y actriz estadounidense.
Entre sus sencillos más conocidos se encuentran "Graduation (Friends Forever)", "As Long As You're Loving Me", "The Itch", y su hit más exitoso "Smile". Vitamin C es también exvocalista de la banda de rock alternativo Eve's Plum.
Como actriz ha aparecido en las películas Hairspray, Da Hip Hop Witch, Dracula 2000, Scary Movie 2 y Get Over It.
Mattel lanzó una muñeca de Vitamin C en el año 2000, además Vitamin C tiene su propio color de lápiz labial Tommy Hilfiger.

## Biografía
Vitamin C nació en Old Bridge, Nueva Jersey bajo el nombre de Colleen Ann Fitzpatrick. Es la menor de los 3 hijos del matrimonio entre Vita, una secretaria legal, y Gerard Fitzpatrick, un ejecutivo de comunicaciones.
Se graduó en 1987 de Cedar Ridge High School en Nueva Jersey, que ahora se llama Old Bridge High School. Durante sus años de escuela secundaria se perfeccionó en el baile logrando así su nivel profesional. Bailó profesionalmente en anuncios publicitarios y protagonizó su High School Musical. Más tarde se graduó de Universidad de Nueva York en 1991.

### Vida privada
Desde el 2004 Collen ha estado casada con el guitarrista Michael Kotch, su antiguo compañero de banda en Eve's Plum con quien tiene una hija.

## Carrera

### Cantante

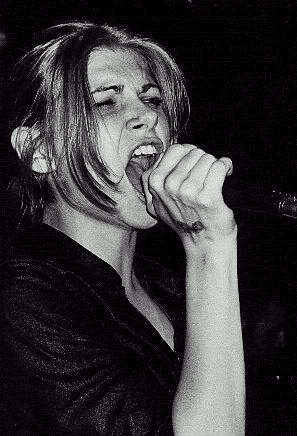
Colleen en una presentación de Eve's Plum en 1997

Vitamin C hizo su primera salida musical como vocalista de la banda de rock alternativo Eve's Plum. Formó la banda con Michael Kotch en 1991, a quien conoció mientras estudiaba en la Universidad de Nueva York. Un año más tarde, 1992, el grupo consiguió un contrato discográfico con Epic Records creando 2 álbumes y 7 sencillos entre 1993 y 1995 antes de ser expulsados del sello por no haber alcanzado ningún éxito comercial. La banda continuó actuando juntos hasta 1998. Inmediatamente después de la separación del grupo, fue que se interesó en un proyecto solista dance/pop musical que llamó "Vitamin C". Ella compraba demos que grabó durante un tiempo y, finalmente, firmó un contrato discográfico con Elektra Records en 1998.
Su álbum debut como solista, Vitamin C, alcanzó su punto máximo en el Billboard 200 en el puesto # 29 y fue certificado Oro y Platino por la RIAA. El primer sencillo del álbum, "Smile", subió al número # 18 en el Hot 100 y fue certificado Oro por la RIAA. El segundo sencillo de su álbum, "Me, Myself & I", no tuvo gran éxito. Sin embargo, el tercer sencillo de "Graduation (Friends Forever)" tuvo un gran impacto en la radio, alcanzando el puesto # 12 en el Top 40 Mainstream Chart y # 38 en el  Billboard Hot 100. "Graduation (Friends Forever)" alcanzó el puesto # 2 en ARIA Charts y fue certificado Platino en Australia. La canción es considerada un hito en canciones de temática sobre la graduación y sigue siendo muy popular entre las fiestas de graduaciones y ceremonias. Ha aparecido en la carta de ITunes Music Store al final de cada año escolar desde el inicio de la carta. En el verano de 2000, un DJ de la República de Irlanda recogió una copia del sencillo durante sus vacaciones en Nueva York. La canción fue posteriormente uno de los mayores éxitos en el año 2000 en la Irlanda, llegando al puesto # 4 en las listas y sigue recibiendo airplay masivo cada año.
Su cover de la canción de Frankie Valli y Four Seasons "December, 1963 (Oh, What a Night)" se utilizó como tema de imagen de marca por la cadena de televisión estadounidense The WB en puntos de imagen, promociones, e intersticiales durante la temporada televisiva 1999-2000. También grabó una canción que escribió llamada "Vacation", que se convirtió en el tema de apertura para el cortometraje  "Las vacaciones de Pikachu" (Pokémon The First Movie: Mewtwo Strikes Back).
Como muchos artistas antes que ella, Vitamin C se aprovechó de las oportunidades de comercialización disponibles para una estrella del pop, desde las licencias de su propia muñeca
a un tono de lápiz de labios a juego con su cabello en tono naranja. También fue convertida en un personaje de videojuego, realizado por EA Sports, para un partido de béisbol. La muñeca de Vitamin C creada por Mattel, era una muñeca con actividad para el pelo que viene con las extensiones de peinado intercambiables disponibles en naranja y rojo, la muñeca también viene con un micrófono, zapatos de plataforma, y fue vendido al por menor aproximadamente a $ 16. La sombra y lápiz de labios de Vitamin C fue hecha por Tommy Hilfiger. Tanto la muñeca como el lápiz labial estaban disponibles para el mercado minorista en el año 2000. El videojuego de 2001 contó con Vitamin C como ella misma en forma animada, jugaba béisbol para el juego de EA Sports Juego Triple. Su canción "I Know What Boys Like", fue utilizada para el juego.
A finales de 2000, Vitamin C lanzó "The Itch", el primer sencillo de su segundo álbum More. Aunque la canción tiene algunos populares Airplay ocupó el puesto # 45 en Hot 100. "The Itch" tuvo un éxito mucho más grande en Australia, donde llegó al # 6 en las listas ARIA y fue certificado platino. El sencillo tuvo un éxito menor en 2001 en Irlanda. Después de su álbum More debutó en un decepcionante # 122 en el Billboard 200. Elektra Records lanzó el segundo sencillo  "As Long As You're Loving Me" casi sin promoción. La canción no tuvo éxito en EE. UU., por lo tanto el tercer sencillo, "I Know What Boys Like", fue desechado y Vitamin C se retiró de Elektra Records.

Colleen junto a su banda Eve's Plum en un concierto en 1996

En la edición de febrero de 2001 de la revista Cosmopolitan, Vitamin C fue votada como una de las "Mujeres divertidas y sin miedo" del año, además fue honrada por la revista en un almuerzo el 29 de enero de 2001 en la ciudad de Nueva York. Ese mismo año, Vitamin C se clasificó en el puesto # 76 del Maxim Hot 100 Women de 2001.
Vitamin C firmó con V2 Records en 2001 y comenzó a grabar su tercer álbum en el transcurso del 2002 y 2003. El primer sencillo "Last Nite", era una versión de la exitosa canción de The Strokes y fue lanzado en julio de 2003. Aunque la única muestra de Blondie, "Heart of Glass", no tuvo éxito en EE. UU., así como en el Reino Unido alcanzando el puesto # 70 en el UK Top 75. Su tercer álbum fue posteriormente archivado y todavía no ha salido a la luz, aunque los aficionados esperaban que esto pase. Copias promocionales del álbum nunca se pusieron a disposición.
En 2005 su cover sobre el hit de 1980 "Voices Carry" de Til Tuesday fue incluido en la banda sonora de la película de super héroes adolescentes de Disney, Sky High.
En 2006, se reunió con un grupo de cuatro jóvenes adolescentes de radio Disney cuyo nombre era "The Truth Squad". Vitamin C permitió que el grupo realizada un cover de la canción "Graduation (Friends Forever)", y escribió una serie de canciones para su álbum debut, así como su producción. El álbum fue lanzado el 3 de abril de 2007 y no logró despertar mucho interés, además de una breve aparición en Top Kid Audio Chart donde alcanzó el puesto # 23 en dos semanas, cayó al # 25 la próxima semana y en la tercera semana se había caído de la tabla por completo. A pesar de esto, el vídeo del grupo para su sencillo "Flip" había sido muy promocionado en Disney Channel.
En 2007 se reunió y produjo el grupo de chicas The Stunners. El grupo firmó con Columbia Records y más tarde con Universal Republic Records. En el lapso de cuatro años, lanzaron un EP, dos sencillos (uno con el artista de hip-hop New Boyz) y cuatro vídeos musicales. El grupo se separó a principios de 2011. De los antiguos miembros del grupo pop, surgió Tinashe (era la cantante en el grupo, armó su carrera solista cuando el grupo se separó) y las actrices Allie Gonino (The Lying Game como Laurel Mercer), y Hayley Kiyoko (Lemonade Mouth como Stella).
En los últimos tres años, Vitamin C no ha dejado de trabajar en sus próximos dos discos y tratando de tener un contrato con otro sello discográfico. Se espera contar con los dos álbumes, pero no hay fechas de lanzamiento oficiales. Más recientemente, contribuyó con su voz en el álbum de Information Society, Synthesizer (2007). Su canción "Money" fue utilizado en la apertura de la película de Lifetime, Who is Clark Rockefeller? (2010).

### Actuación
En 1988, Vitamin C hizo su debut en la pantalla con su nombre real, en el largometraje Hairspray de John Waters como Amber Von Tussle, la malcriada hija, en la pantalla, de Debbie Harry y Sonny Bono. En 1991, cantó en un club de blues en la película de comedia The Naked Gun 2½: The Smell of Fear. En la película de terror Drácula 2000 desempeñó el papel de Lucy Westerman con Gerard Butler en el papel de Drácula. También interpretó a sí misma en la película parodia
Da Hip Hop Witch con Eminem en el año 2000.
En 2001, Vitamin C tuvo un cameo en la película Rock Star. Además, ese mismo año apareció en la película Get Over It, con Kirsten Dunst y Sisqó. Hizo una breve aparición en un cameo cómico como ella misma (en voz en off) en la película Scary Movie 2. También actuó en la película poco conocida I Need You Now! una película en la que interpretaba a una estudiante de secundaria que tenía el sueño de convertirse en una cantante de rap, pero terminó enamorándose de alguien en la industria del pop. Su famosa canción "Graduation" fue escrita para esta película un dúo entre ella y su amor en su ceremonia de graduación.
En los años 80 apareció actuó por primera vez en televisión apareciendo en The Equalizer y Saturday Night Live como "Bailarina de actualización" durante el segmento de noticias de Dennis Miller.  Sus apariciones en televisión incluyen una como juez en la parodia de American Idol sobre The WB's Superstar USA. También apareció en un episodio de MTV's The Andy Dick Show and Celebrity Bootcamp, un programa de juegos para famosos. Vitamin C hizo cameos en Sabrina, la bruja adolescente, The Brothers Garcia, The Amanda Show, y The Sausage Factory.
En 2006, protagonizó una serie de televisión independiente llamada THE LEK que fue lanzado en Internet a través de YouTube, aunque hasta la fecha solo ha habido tres episodios. En el 2008 fue uno de los tres jueces de la serie Lifetime reality Your Mama Don't Dance.

### Compositora
Vitamin C ha escrito o coescrito muchas canciones para otros artistas.
En el 2005 escribió la canción "We Are Gonna Happen" para la actriz / cantante Emma Roberts que apareció en su CD Unfabulous and More. Ese mismo año coescribió "Where Do We Go" con Scout Taylor-Compton.
En 2008 escribió la canción "Make Some Noise' de Krystal Meyers.
En 2009, escribió "Let 's Get Crazy" de Miley Cyrus como Hannah Montana. Miley cantó la canción en el personaje de Hannah Montana en Hannah Montana: La película y Hannah Montana (Temporada 3).
Vitamin C también escribió la canción "One and the Same", un dueto grabado por Demi Lovato y Selena Gomez para el álbum de Disney Channel Playlist.

### Futuro
MTV News entrevistó a la artista en la que reveló detalles sobre su regreso, con dos nuevos álbumes. Estaba a punto de terminar el trabajo Children's world-music álbum que celebra la diversidad a través de canciones como "Bhangra On and On" y "We All Share the Same Sky", y que había comenzado a trabajar en un tercer álbum que describió como "Goldfrapp-meets-Vitamin C" que esperaba tenerlo antes del 2007. En cuanto al álbum, había declarado:
"El hecho de que no siempre están en la MTV no quiere decir que no estamos trabajando activamente"
Ambos álbumes todavía no se han dado a conocer.
A principios de 2007, fue entrevistada por la revista People y dijo que los álbumes estarán finales de año. El 11 de junio, la revista People tuvo un especial en el que el artículo se llamó "¿Dónde están ahora?".
El 21 de marzo de 2012, de Nickelodeon nombró a Vitamin C como vicepresidente de la música. Ella se encargará de supervisar toda la música de Nickelodeon y sus canales de cable hermanos, así como A & R y la gestión de los artistas de Nickelodeon.

## Discografía

### Álbumes en estudio

Vitamin C en la presentación de su álbum More

- 1999: Vitamin C
- 2001: More

### Sencillos
- 1999: "Smile"
- 1999: "Me, Myself & I"

- 2000: "Graduation (Friends Forever)"
- 2000: "The Itch"

- 2001: "As Long As You're Loving Me"

- 2003: "Last Nite"

### Soundtracks
- 1999: "December, 1963 (Oh, What a Night)"
- 1999: "Vacation" Pokemon: La Película
- 2000: "Do You C What I C?" On The Line
- 2001: "September" ft. Sisqó (No lanzado)
- 2002: "Master of Disguise" El Maestro Del Disfraz
- 2003: "Volare" Lizzie McGuire: Estrella Pop
- 2005: "Voices Carry" Super Escuela De Héroes
- 2005: "Kiss the Girl" Disneymania 3

## Filmografía

### Películas
| Año  | Título                              | Personaje                                      | Notas            |
| ---- | ----------------------------------- | ---------------------------------------------- | ---------------- |
| 1988 | Hairspray                           | Amber von Tussle                               |                  |
| 1991 | The Naked Gun 2½: The Smell of Fear | Cantante de Blues en un club                   |                  |
| 1992 | The Mambo Kings                     | Redhead on Bus                                 |                  |
| 1995 | Crinoline Head                      | -                                              |                  |
| 1995 | Higher Learning                     | Cantante en el festival                        |                  |
| 1995 | Just Cause                          | Prosecutor                                     |                  |
| 1996 | Passion                             | -                                              | Película para TV |
| 1996 | High School High                    | Cantante                                       |                  |
| 1997 | St. Patrick's Day                   | Cassie                                         |                  |
| 1997 | Liar Liar                           | Abogada en la habitación de la conferencia     |                  |
| 1999 | My X-Girlfriend's Wedding Reception | Paprika                                        |                  |
| 2000 | Dracula 2001                        | Lucy Westerman                                 |                  |
| 2001 | Rock Star                           | Guitarrista en la multitud fuera de la mansión |                  |
| 2001 | Scary Movie 2                       | Vitamin C (Ella misma) (voz)                   |                  |
| 2001 | Get Over It                         | Vitamin C (Ella misma)                         |                  |
| 2005 | Happy Is Not Hard to Be             | Chloe                                          |                  |
| 2007 | Along the Way                       | Elizabeth McCaffery                            |                  |

### TV
| Año       | Título                                | Papel                             | Notas                          |
| --------- | ------------------------------------- | --------------------------------- | ------------------------------ |
| 1988      | The Equalizer                         | Beverly Heat / Susan              | 2 episodios                    |
| 1999      | The Amanda Show                       | Vitamin C (Ella misma)            | 1 episodio                     |
| 1999      | The 28th Annual American Music Awards | Vitamin C (Ella misma)            | Emisión especial de televisión |
| 2000-2001 | MADtv                                 | Vitamin C (Ella misma)            | 2 episodios                    |
| 2001      | Las noticias de Jon Stewart           | Vitamin C (Ella misma)            | 1 episodio                     |
| 1999-2001 | The Rosie O'Donnell Show              | Vitamin C (Ella misma)            | 2 episodios                    |
| 2000-2001 | Hollywood Squares                     | Vitamin C (Ella misma)            | 12 episodios                   |
| 2001      | Turn Ben Stein On                     | Vitamin C (Ella misma)            | 1 episodio                     |
| 2001      | Los hermanos García                   | Vitamin C (Ella misma)            | 1 episodio                     |
| 2001      | The Sausage Factory                   | Vitamin C (Ella misma)            | 1 episodio                     |
| 2002      | Sabrina, la bruja adolescente         | Cathy Winters                     | 1 episodio                     |
| 2002      | Haunted                               | Bliss                             | 1 episodio                     |
| 2004      | The WB's Superstar USA                | Vitamin C (Ella misma)- Panelista |                                |
| 2004      | Class of '80 Debbie Harry             | Vitamin C (Ella misma)            | TV documental                  |
| 2008      | Your Mama Don't Dance                 | Vitamin C (Ella misma)- Jueza     | 8 episodios                    |